# Santa Fe (Argentina)
Santa Fe de la Vera Cruz este un oraș în Argentina, capitala provinciei Santa Fe. Este situată în nord-estul Argentinei, aproape de confluența râurilor Paraná și Salado. Se află la 15 kilometri (9,3 mile) de Tunelul Subfluvial Hernandarias, care o leagă de orașul Paraná. Orașul este, de asemenea, conectat prin canal cu portul Colastiné de pe râul Paraná. Santa Fe de la Vera Cruz are aproximativ 391.164 de locuitori conform recensământului din 2010. Zona metropolitană are o populație de 653.073 de locuitori, făcându-l al optulea cel mai mare oraș din Argentina. Al treilea cel mai mare oraș din Argentina este Rosario, situat și el în provincia Santa Fe.

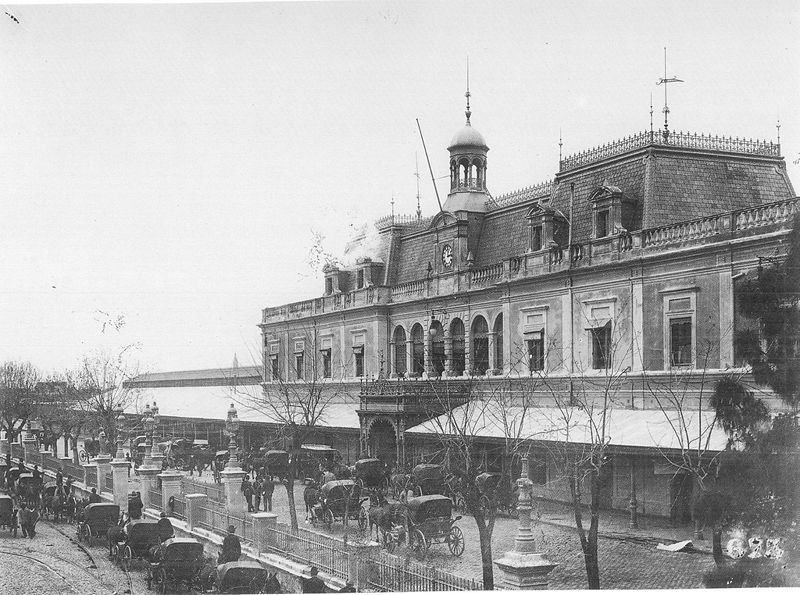
Gara de tren Santa Fe (1905), astăzi stația de autobuze pe distanțe lungi
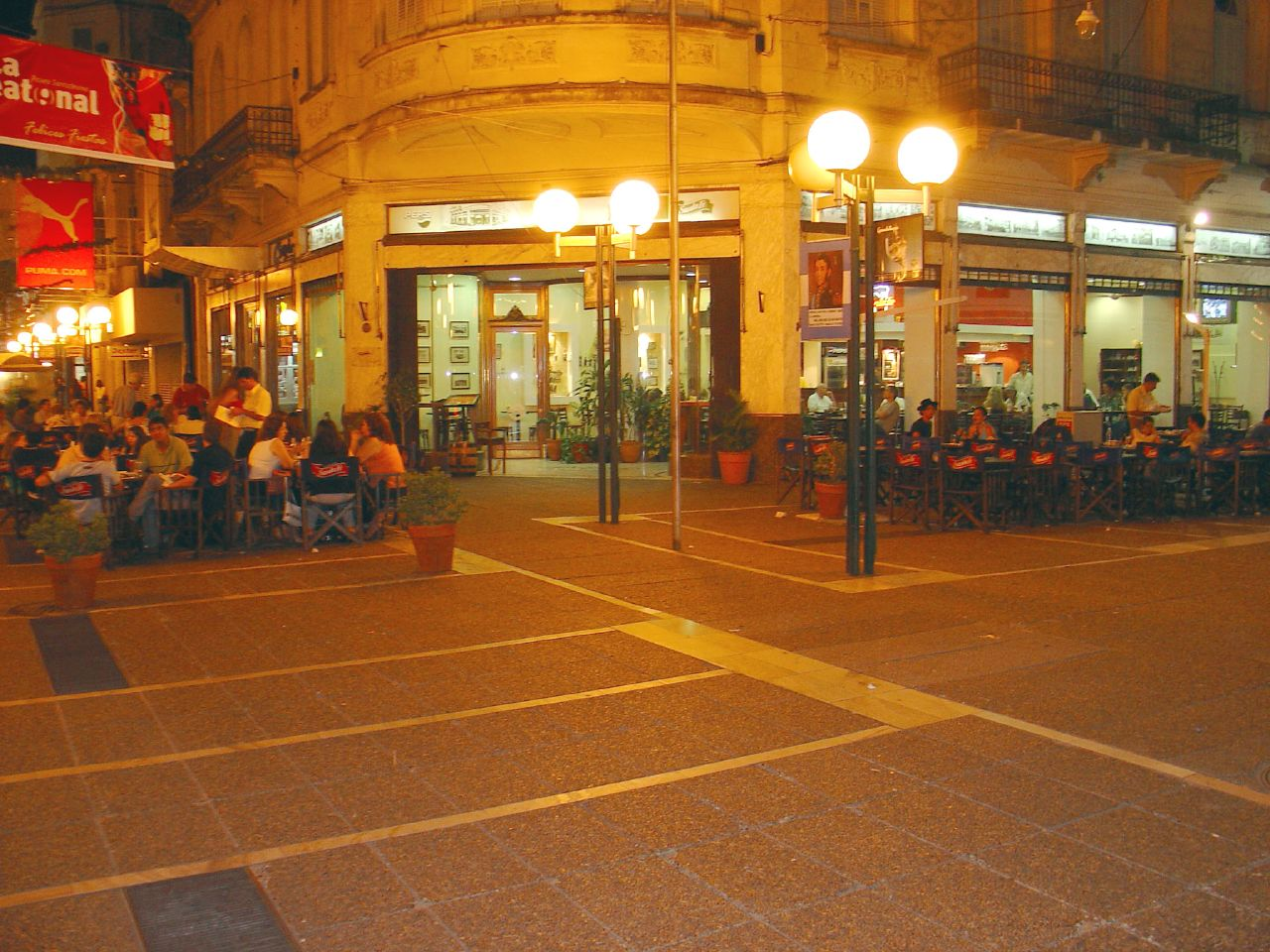
Strada pietonală San Martín

## Personalități născute aici
- Carlos Reutemann (1942 - 2021), pilot de Formula 1;
- Juan Antonio Pizzi (n. 1968), fotbalist, antrenor.